# Marne-la-Vallée – Chessy

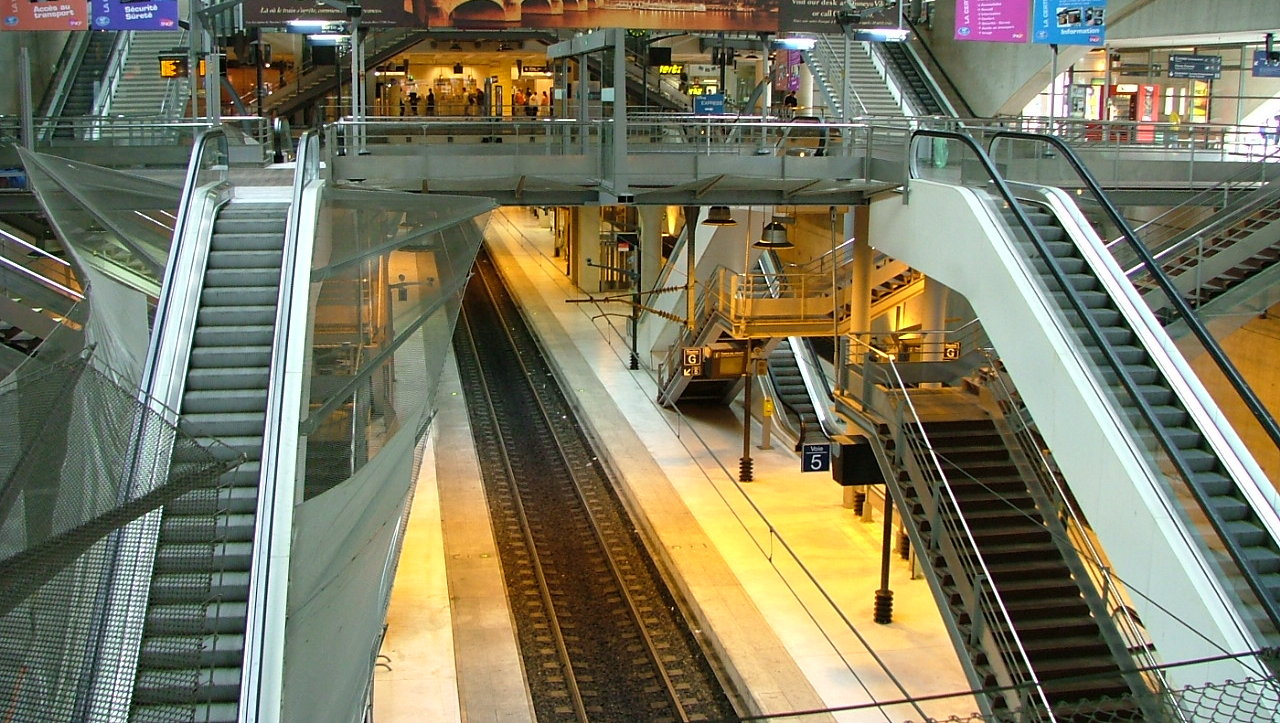
Widok na perony dworca w części przeznaczonej dla pociągów RER.

Marne-la-Vallée – Chessy – dworzec kolejowy położony w gminie Chessy na wschodnich przedmieściach Paryża. Dworzec składa się z dwóch części:
- 1 peron wyspowy z dwoma torami obsługującymi linię A kolei miejskiej regionu paryskiego RER. Dworzec stanowi końcowy punkt tej linii.
- 2 perony z trzema torami, przeznaczone dla pociągów TGV podróżujących linią LGV Interconnexion.

Dworzec otwarto w roku 1992 w celu zapewnienia dojazdu do parku rozrywki Eurodisneyland. Nazwa pochodzi od pobliskiego miasta Marne-la-Vallée oraz gminy Chessy, na terenie której znajduje się stacja. W roku 1994 otwarto część dworca przeznaczoną dla pociągów TGV.